# Canneto sull'Oglio
Canneto sull'Oglio é uma comuna italiana da região da Lombardia, província de Mântua, com cerca de 4.530 habitantes. Estende-se por uma área de 25 km², tendo uma densidade populacional de 181 hab/km². Faz fronteira com Acquanegra sul Chiese, Asola, Calvatone (CR), Casalromano, Drizzona (CR), Isola Dovarese (CR), Piadena (CR).

## Demografia
| Variação demográfica do município entre 1861 e 2011                               |
|                                                                                   |
| Fonte: Istituto Nazionale di Statistica (ISTAT) - Elaboração gráfica da Wikipedia |